# Wao (Lanao del Sur)
Wao è una municipalità di quarta classe delle Filippine, situata nella Provincia di Lanao del Sur, nella Regione Autonoma nel Mindanao Musulmano.
Wao è formata da 26 baranggay:
- Amoyong
- Balatin
- Banga
- Bo-ot
- Buntongun
- Cebuano Group
- Christian Village
- Eastern Wao
- Extension Poblacion
- Gata
- Kabatangan
- Kadingilan
- Katutungan (Pob.)

- Kilikili East
- Kilikili West
- Malaigang
- Manila Group
- Milaya
- Mimbuaya
- Muslim Village
- Pagalongan
- Panang
- Park Area (Pob.)
- Pilintangan
- Serran Village
- Western Wao (Pob.)